# Technika łyżwowa

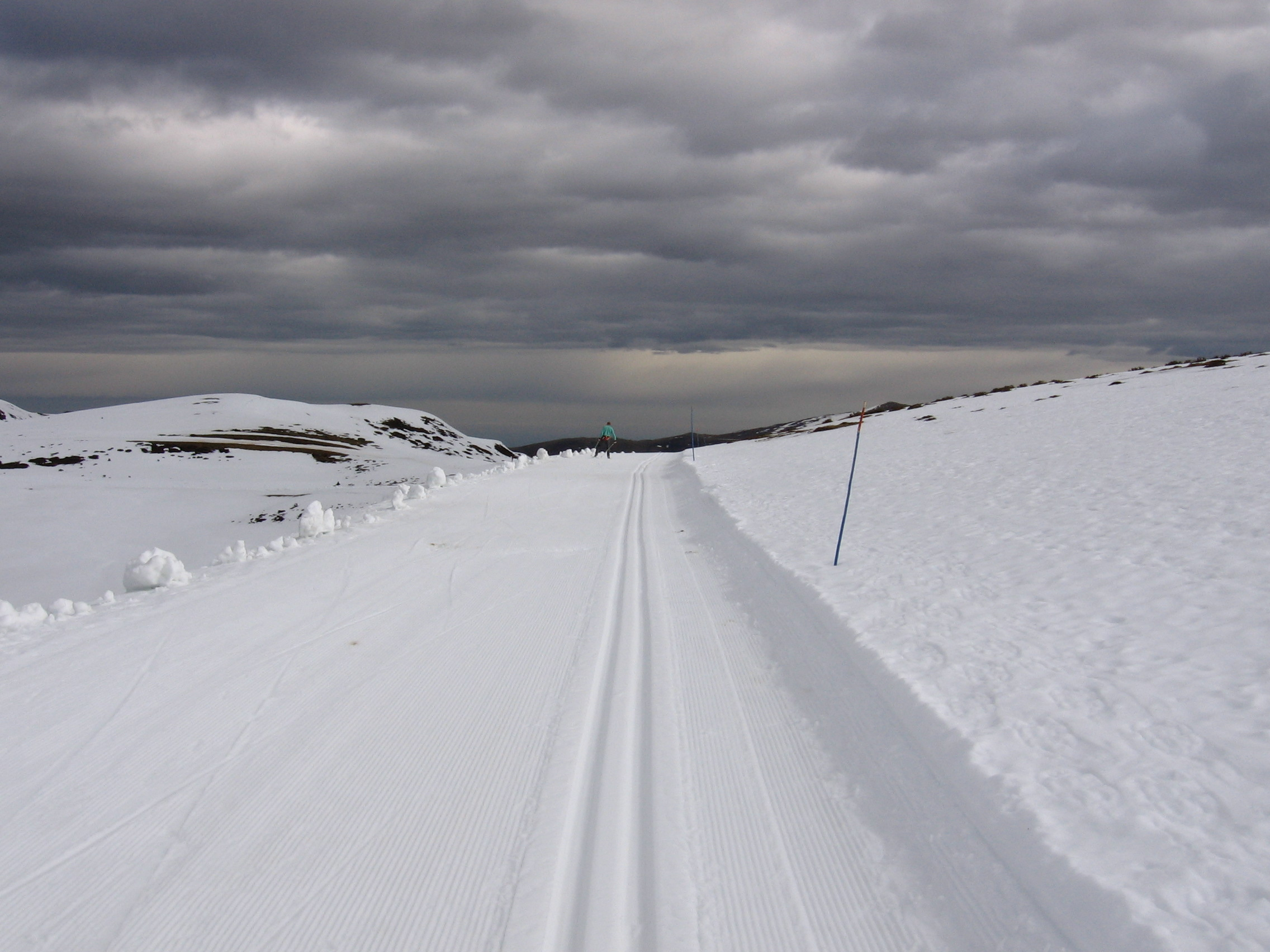
Trasa do biegu techniką łyżwową (po lewej)

Styl łyżwowy (pot. łyżwa) – technika biegu narciarskiego.
Technika ta powstała w latach 1974–1976. W technice łyżwowej w przeciwieństwie do klasycznej nie biega się po trasie z torami, lecz po trasie równo wygładzonej. Ten styl wymaga większych umiejętności technicznych i kondycji niż klasyczny. Zawodnicy poruszają się w sposób podobny do jazdy na łyżwach szybkich, tyle że używają też kijków do odbijania się. W stylu łyżwowym używa się krótszych, sztywniejszych nart i dłuższych kijków niż w klasycznym.